# グレン・マイケル・サウザー

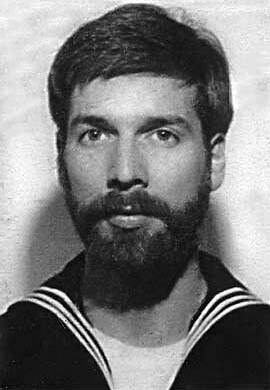
米海軍勤務時のサウザー

グレン・マイケル・サウザー（Glenn Michael Souther, 1957年1月30日 - 1989年6月22日）は、アメリカ合衆国の軍人。アメリカ海軍にカメラマンとして勤務していたが、後にソビエト連邦のスパイとなり、1986年にはアメリカ合衆国の市民権を放棄しソ連邦に帰化した。ロシア語名はミハイル・エフゲニエヴィチ・オルロフ（Mikhail Yevgenyevich Orlov）。

## 経歴
1957年、インディアナ州ハモンドに生を受ける。
1975年、メイン州カンバーランドの高校を卒業。同年、アメリカ海軍に入隊し、カメラマンとしての訓練を受けた。1976年7月から1978年11月までは空母ニミッツに勤務する。1979年4月から1982年までは第6艦隊の一員としてイタリアに駐在し、この頃にイタリア人女性と結婚している。イタリア勤務中の1980年、ソ連国家保安委員会（KGB）将校のボリス・ソロマティンによってソ連邦側のスパイとして雇用された。ソロマティンはこれに先立って米海軍のジョン・アンソニー・ウォーカー准尉を雇用していた。ソロマティンによれば、サウザーは金銭目的ではなくイデオロギー上の理由からスパイになったのだという。
1982年、サウザーは一等兵曹（Petty Officer First Class）の階級で海軍を名誉除隊し、オールド・ドミニオン大学でロシア文学を学び始めた。同時期、彼は予備役兵としてバージニア州ノーフォークにある大西洋艦隊情報センターに勤務し、衛星偵察写真の現像作業を担当していたほか、機密通信の傍受に関わっていた可能性もある。1981年、別居していたサウザーの妻は彼がスパイである旨を海軍側に伝えたものの、1985年にウォーカー准尉が逮捕されるまでは本格的な捜査は行われなかった。その後になってFBIによる捜査が行われたものの、証拠不足から起訴は行えなかった。この直後の1986年5月、サウザーはソ連邦への亡命を申請した。こうしてサウザーは公の場から姿を消した。
1988年7月20日、ソ連邦中央テレビがサウザーの亡命を報じた。番組内のインタビューにおいて、サウザーはアメリカの核政策に対する失望があったことと、ロシアの詩人ウラジーミル・マヤコフスキーの作品を愛好している旨を語った。その後、彼は1986年のリビア爆撃やチェルノブイリ事故の分析調査に関連したものなど、自らがかつて参加したアメリカ側の諜報活動について明かした上でこれを批判した。彼はソ連邦国内でレナ（Lena）という女性と結婚し、1人の娘をもうけている。サウザーにはソ連邦政府より人民友好勲章が授与され、KGB少佐たる外国人エージェントとしての肩書が与えられた。

## 死去
報じられたところによれば、サウザーは1989年6月22日に自宅のガレージにて、密閉された自動車内で排ガスによる自殺を遂げたとされる。ソ連邦各紙では、彼が故郷を遠く離れ暮らしていたことで鬱を患っていたのではないかと示唆した。ソ連邦国防省が発行する『クラースナヤ・ズヴェズダー』紙も彼の死を伝え、記事の中でKGB議長ウラジーミル・クリュチコフは、サウザーが非常に重要なエージェントであったと賞賛した。遺体はクンツェヴォ墓地に埋葬された。
サウザーの遺書には次のような一節があった。
私は我々の関係について一切の後悔を抱いていません。彼らは長きに渡り、私が人間として成長することを助けてくれました。皆、寛容で親切でした。いつもそうしてくれたように、私が不本意にも最後の戦いに臨むことを、あなたが許してくれるよう切に願います。

Я ни в коей мере не сожалею о наших отношениях. Они были продолжительными и помогли мне вырасти как личности. Все были терпимы и добры ко мне. Надеюсь, вы, как это было всегда, простите меня за то, что я не захотел пойти в последний бой.
遺書はロシア語で書かれていた。ネイティブのロシア語話者がしばしば使う短縮形の言い回しなどが使われていない、明らかな「外国人の文章」ではあったものの、文法自体に誤りは見られなかった。
1988年に書かれた文章では、彼はロシアを「夢の土地」「驚きにあふれた土地」などと表現していた。